# Веспасіано да Бістіччі
Веспасіа́но да Бісті́ччі (італ. Vespasiano da Bisticci; 1421, Риньяно-сулл'Арно — 21 липня 1498, Баньйо-а-Риполі) — італійський гуманіст, флорентійський книгар та видавець.

## Біографічні відомості
Бістіччі був власником майстерні з виробництва вишукано оздоблених рукописів. Він є автором великої збірки біографій визначних осіб 15 ст. (Vite di uomini illustri del secolo XV). Книга Бістіччі є важливим джерелом раннього Відродження в Італії. В ній Бістіччі помістив біографічні описи представників церковної, політичної та інтелектуальної еліти свого часу, таких як Козімо Медічі, Лоренцо Медічі, Федеріко де Монтефельто, а також біографії кардиналів та пап. У книзі є також біографічні відомості про угорського короля Матвія Корвіна, Джона Тіптофта, графа Вустерського. Особливо багато тут персоналій з Риму та Флоренції. Є також біографії жінок. Книга передає чимало деталей свого часу та особливостей характеру згаданих в ній осіб. Є також окремі соціально-критичні пасажі, так зокрема Бістіччі засуджує засилля лихварства.
Книгар Бістіччі доклав чимало зусиль для розвитку досліджень античності: купував античні колекції та розвідки провідних гуманістів, таких як Нікколо Нікколі, переписував і поширював гуманістичні тексти. Торгівля Бістіччі копіями античних текстів не обмежувалася лише Флоренцією, так його копії стали основою численних приватних бібліотек, зокрема бібліотеки в Урбіно, яку Бістіччі зібрав для Федеріко да Монтефельтро. Бістіччі також поставляв книги для бібліотек римських пап. Завдяки прихильності до нього Лоренцо Медічі, Бістіччі зробив великий внесок у розбудову Бібліотеки Лауренціани. Бістіччі вважається першим книгарем, який поставив книгарство та копіювання книг на комерційну основу, під його орудою працювала ціла когорта переписувачів та копістів, які переважно копіювали середньовічні списки античних текстів. Книгарня Бістіччі була важливим осередком гуманістів Флоренції.